# Holocausto Urbano
Holocausto Urbano é o extended play de estreia do grupo brasileiro de rap Racionais MC's, lançado pela gravadora Zimbabwe em agosto de 1990.

## Descrição
Em 1990, foi lançado o primeiro álbum dos Racionais MC's. Duas das seis faixas, "Pânico na Zona Sul" e "Tempos Difíceis" haviam sido lançadas, em 1988, na coletânea Consciência Black, Vol. I, do selo Zimbabwe Records (especializado em música negra). Em Holocausto Urbano, o grupo de rap paulistano denuncia em suas letras o racismo e a miséria na periferia de São Paulo, marcada pela violência e pelo crime.

## Faixas

### Lado A
| Nº | Título             | Compositor(es)    | Sample(s) | Duração |
| -- | ------------------ | ----------------- | --- | ------- |
| 1  | Pânico na Zona Sul | Mano Brown        | "The Payback" (James Brown) "Mind Power" (James Brown) "Funky Drummer" (James Brown)                              | 4:40    |
| 2  | Beco Sem Saída     | Edi Rock e KL Jay | "Strange Games and Things" (Barry White) "Pânico na Zona Sul" (Racionais MC's) "Tempos Difíceis" (Racionais MC's) | 5:47    |
| 3  | Hey Boy            | Mano Brown        | "Bring the Noise" (Public Enemy) "Reggins" (The Blackbyrds)                                                       | 4:56    |

### Lado B
| Nº | Título            | Compositor(es)        | Sample(s) | Duração |
| -- | ----------------- | --------------------- | --- | ------- |
| 1  | Mulheres Vulgares | Edi Rock e KL Jay     | "Do It, Fluid" (The Blackbyrds) "Funky President" (James Brown)                                                                                    | 4:50    |
| 2  | Racistas Otários  | Mano Brown e Ice Blue | "UFO" (ESG) "Thriller" (Michael Jackson) | 5:46    |
| 3  | Tempos Difíceis   | Edi Rock e KL Jay     | "Papa Don't Take No Mess" (James Brown) "The Payback" (James Brown) "Corpo Fechado" (Thaíde & DJ Hum) "Impeach the President" (The Honey Drippers) | 3:59    |

## Formação
- Mano Brown - Vocais
- Edy Rock - Vocais
- Ice Blue - Vocais
- KL Jay - DJ, introdução em "Pânico na Zona Sul"